# Artefuckt
Artefuckt ist eine Deutschrock-Band aus Rheinberg. Sie steht bei Metalville unter Vertrag.

## Bandgeschichte
Artefuckt wurde im März 2015 von Sänger André Donay gegründet. Den ersten Song Endlose Räume schrieb er allerdings schon etwa zehn Jahre vorher. Noch ohne stabiles Line-up produzierte er außerdem die Songs für das Debütalbum Manifest, das am 7. Juli 2017 über das Frei.Wild-Label Rookies & Kings erschien. Im gleichen Jahr durfte die Band auf dem AlpenFlair-Festival in Südtirol auftreten. Das Album erreichte Platz 100 der deutschen Albencharts. Am 11. Januar 2019 folgte das zweite Album Stigma. Dieses erreichte Platz 5 der deutschen Albencharts. Das Album erschien außerdem als limitiertes, handsigniertes Boxset mit zwei weiteren Titeln. Am 11. September 2020 folgte das dritte Album Gemini, das erneut Platz 5 der deutschen Charts erreichte und erstmals auch in die österreichischen und Schweizer Hitparaden gelangte.
Am 27. März 2023 gaben Artefuckt über ihre offizielle Facebook-Seite bekannt, das Schlagzeuger Ulrich Cichy plötzlich und unerwartet verstorben sei.
Ein deutliches Zeichen gegen "rechts" setzte die Band 2022 auf dem Borna Open Air. Als aus dem Publikum rechtsradikale Parolen gerufen wurden, sagte die Band den Auftritt kurzerhand ab -"Wir spielen nicht vor Nazis". Der Veranstalter und sein gesamtes Team standen hinter dieser Entscheidung.

## Musikstil
Musikalisch spielt Artefuckt Punk- und Metal-beeinflussten Deutschrock, wie er dem Labelprogramm von Rookies & Kings entspricht.

## Diskografie
| Jahr | Titel Musiklabel                  | Höchstplatzierung, Gesamtwochen, AuszeichnungChartplatzierungen (Jahr, Titel, Musiklabel, Platzierungen, Wochen, Auszeichnungen, Anmerkungen) | Höchstplatzierung, Gesamtwochen, AuszeichnungChartplatzierungen (Jahr, Titel, Musiklabel, Platzierungen, Wochen, Auszeichnungen, Anmerkungen) | Höchstplatzierung, Gesamtwochen, AuszeichnungChartplatzierungen (Jahr, Titel, Musiklabel, Platzierungen, Wochen, Auszeichnungen, Anmerkungen) | Anmerkungen                              |
| Jahr | Titel Musiklabel                  | DE | AT | CH | Anmerkungen                              |
| ---- | --------------------------------- | --- | --- | --- | ---------------------------------------- |
| 2017 | Manifest Rookies & Kings/Soulfood | DE100 (1 Wo.)DE | — | — | Erstveröffentlichung: 7. Juli 2017       |
| 2019 | Stigma Rookies & Kings/Soulfood   | DE5 (2 Wo.)DE | — | — | Erstveröffentlichung: 11. Januar 2019    |
| 2020 | Gemini Rookies & Kings/Soulfood   | DE5 (1 Wo.)DE | AT71 (1 Wo.)AT | CH87 (1 Wo.)CH | Erstveröffentlichung: 11. September 2020 |
| 2023 | Ethik Metalville                  | DE12 (1 Wo.)DE | — | — | Erstveröffentlichung: 13. Oktober 2023   |